# Home Retail Group
Home Retail Group plc  est une holding regroupant les distributeurs britannico-irlandais Argos et Homebase.
Le titre était cotée en bourse de Londres sous le code HOME et été repris dans le calcul de l'indice FTSE 250.. Il a été retiré lors du rachat par Saintsbury's en 2016.

## Historique
En février 2016, Sainsbury's annonce l'acquisition pour 1,3 milliard de livres d'Argos, une entreprise britannique de distribution non-alimentaire par catalogne et par internet qui possède également un grand nombre de magasins et qui est détenue par Home Retail Group.

## Opérations
La société de portefeuille regroupe les affaires suivantes :
- Alba
- Bush
- Chad Valley
- Habitat
- Homebase
- Hygena
- Schreiber
- Des services financiers dont HOME Financial Services, qui inclut HOME Card Services (gérant les cartes de magasins telles que la carte Argos et la carte Homebase), HOME Insurance Services (gérant dans les magasins les différentes extensions de garantie et les assurances anti-casse) et HOME Card Transactions (gérant le traitement des transactions EFTPOS en magasin).